# 大通體育場
大通體育場（英語：Chase Field），舊名芝加哥第一銀行球場（Bank One Ballpark），是位於美國亞利桑那州鳳凰城的一座棒球場，啟用於1998年。現在是美國職棒大聯盟（MLB）亞利桑那響尾蛇的主場。
這座球場啟用時由芝加哥第一銀行（Bank One）取得冠名權，2005年因Bank One被JP摩根大通銀行購併而改為現名。球場為美國第一個、世界第三個活動式屋頂的棒球場。球場原先為天然草皮，但因當地氣候乾燥，不利草皮正常生長，在2019年改為人工草皮。